# Mount Hebron (Kalifornia)
Mount Hebron – jednostka osadnicza w Stanach Zjednoczonych, w stanie Kalifornia, w hrabstwie Siskiyou.